# کارولی
کارولی (به ایتالیایی: Carolei) یک کومونه در ایتالیا است که در استان کزنتزا واقع شده‌است.

## خصوصیات
کارولی ۱۵ کیلومترمربع مساحت و ۳٬۵۵۹ نفر جمعیت دارد و ۶۲۴ متر بالاتر از سطح دریا واقع شده‌است.